# Circuito Entretenimento e Cinemas
A Circuito Entretenimento e Cinemas, também conhecida como Circuito Cinemas é uma empresa privada brasileira, que atua no ramo da exibição cinematográfica, sediada na cidade de Guarulhos. Está presente em seis cidades de três Unidades da Federação das regiões Norte,  Sudeste e Centro-Oeste. Seu parque exibidor é formado no Brasil por sete complexos e 28 salas, média de 3,43 salas de cinema por complexo. Suas 4 679 poltronas perfazem uma média de 194,968 assentos por sala.
Forma ao lado da Orient Cinemas os dois únicos conglomerados brasileiros de exibição cinematográfica a atuar como empresas multinacionais, detendo três complexos e onze salas no Paraguai, onde utiliza a marca Cine Art.

## História
A história da empresa iniciou em junho de 2008, quando adquiriu as seis salas que a empresa Art Movie mantinha no no Shopping Bonsucesso, localizado na cidade de Guarulhos. Seus controladores já possuíam experiência na área de entretenimento, por serem proprietários de parques temáticos do Estado de São Paulo, como Cidade da Criança, Recreio Cotia e Play Center.
Tornou-se uma rede ao inaugurar outros complexos na cidade de Maringá, em dezembro de 2009, no Paraná. No interior de São Paulo, se fez presente nas cidades de Jandira, Penápolis e Porto Feliz. Passou a atuar na Região Norte ao inaugurar, em maio de 2011, na cidade de Parauapebas, um complexo de quatro salas. Em 2019 foi inaugurado o primeiro complexo de cinemas na Região Centro-Oeste na cidade de Ponta Porã no Mato Grosso do Sul no qual compreende a quatro salas.Os seus planos de expansão incluem um complexo de quatro salas em Açailândia no Maranhão,quatro salas em Paragominas e cinco salas em Castanhal no Pará.

### Internacionalização

Marca utilizada pela empresa no Paraguai

A internacionalização da empresa se deu em dezembro de 2011, quando ocorreu a inauguração das primeiras quatro salas no Shopping Zuni, localizado em Ciudad del Este, Paraguai.  Mais tarde, abriria outro complexo na cidade de San Lorenzo, naquele mesmo país, em um shopping center recém inaugurado, também com quatro salas, sendo uma delas no formato de tela grande conhecido como extreme reallity.
No Paraguai, a Circuito Cinemas utiliza a marca Cine Art.

### Modernização
Com relação ao processo de digitalização (processo de substituição dos projetores de película 35mm por equipamentos digitais), a empresa havia atingido apenas 11% em março de 2015, um dos menores percentuais entre os exibidores pesquisados, de acordo com a empresa especializada em mercado  Filme B. Entretanto, naquele mesmo mês, a empresa anunciou que havia digitalizado completamente os complexos de Maringá e Guarulhos.  Esta situação reflete a dificuldade pela qual passaram os pequenos e médios exibidores ao modernizar as suas salas, e que foi prenunciada quando se iniciou o processo de informatização da salas, fazendo com que o BNDES lançasse uma linha de crédito para sanar o problema.
De acordo com o site especializado em mercado de cinema Filme B, a rede alcançou a 26ª. posição entre os maiores exibidores brasileiros por número de salas (dados de maio de 2015). Entretanto, como a maioria dos exibidores do seu porte, tem instalado alguns de seus complexos em cidades não cobertas pelas grandes redes, sendo nelas a única opção de fruição da arte cinematográfica, a exemplo de Parauapebas, Jandira e Porto Feliz.
Em junho de 2015, anunciou a instalação de mais uma sala 3D no complexo do Shopping Bonsucesso, de Guarulhos.
Seu presidente é o empresário Humberto Gonçalves Ruivo, que faz parte do Conselho da Associação dos Exibidores Brasileiros de Cinema de Pequeno e Médio Porte (AEXIB). Tem como homônimo Humberto Ruivo, antigo diretor técnico de enriquecimento de urânio das Indústrias Nucleares do Brasil (INB).

## Público
Abaixo a tabela de público e sua evolução de 2008 até 2019, considerando o somatório de todas as suas salas a cada ano. A variação mencionada se refere à comparação com os números do ano imediatamente anterior. Os dados foram extraídos do banco de dados Box Office do portal de cinema Filme B, à exceção dos números de 2014 e 2015, que se originam do Data Base Brasil. Já os dados a partir de 2016 procedem do Relatório "Informe Anual Distribuição em Salas Detalhado", do Observatório Brasileiro do Cinema e do Audiovisual (OCA) da ANCINE.
Em 2017, ano de queda do publico frequentador em toda a rede exibidora brasileira, a Circuito Cinemas logrou crescimento de 16,48% em seus frequentadores. Já em 2018, mesmo com nova retração do mercado - o país sofreu uma queda na venda de bilhetes na ordem de 12,6% com relação ao ano anterior , a rede viu sua frequência diminuir em apenas 1,16%, diferentemente da maioria das redes exibidoras brasileiras, que sofreram perdas mais significativas. 
| Ano  | Público total | Ranking no país | Market Share | Variação |
| ---- | ------------- | --------------- | ------------ | -------- |
| 2008 | 117 387       | 46º             | 0,14%        | ano-base |
| 2009 | 225 800       | 39º             | 0,20%        | 92,36%   |
| 2010 | 289 315       | 33º             | 0,21%        | 28,13%   |
| 2011 | 337 918       | 34º             | 0,24%        | 16,80%   |
| 2012 | 399 944       | 34º             | 0,27%        | 18,36%   |
| 2013 | 391 761       | 31º             | 0,26%        | 2,05%    |
| 2014 | 425 608       | 30º             | 0,27%        | 8,64%    |
| 2015 | 443 820       | 30º             | 0,26%        | 4,28%    |
| 2016 | 476 161       | 30º             | 0,26%        | 7,29%    |
| 2017 | 554 638       | 28º             | 0,31%        | 16,48%   |
| 2018 | 548 230       | 29º             | 0,34%        | 1,16%    |
| 2019 | 695 768       | 29º             | 0,39%        | 26,91%   |